# Bivio
Bivio ⓘ (deutsch und bis 1902 offiziell Stalla, veraltet Stallen, rätoromanisch Beivaⓘ) ist ein Ort in der Bündner Gemeinde Surses, Schweiz. Er liegt am Fuss der Alpenpässe Julier und Septimer.
Bivio ist mit Tarvis und Livigno die einzige offiziell italienischsprachige Ortschaft nördlich der Alpenwasserscheide und gilt als diejenige in der Schweiz mit der grössten Sprachenvielfalt.

## Geographie

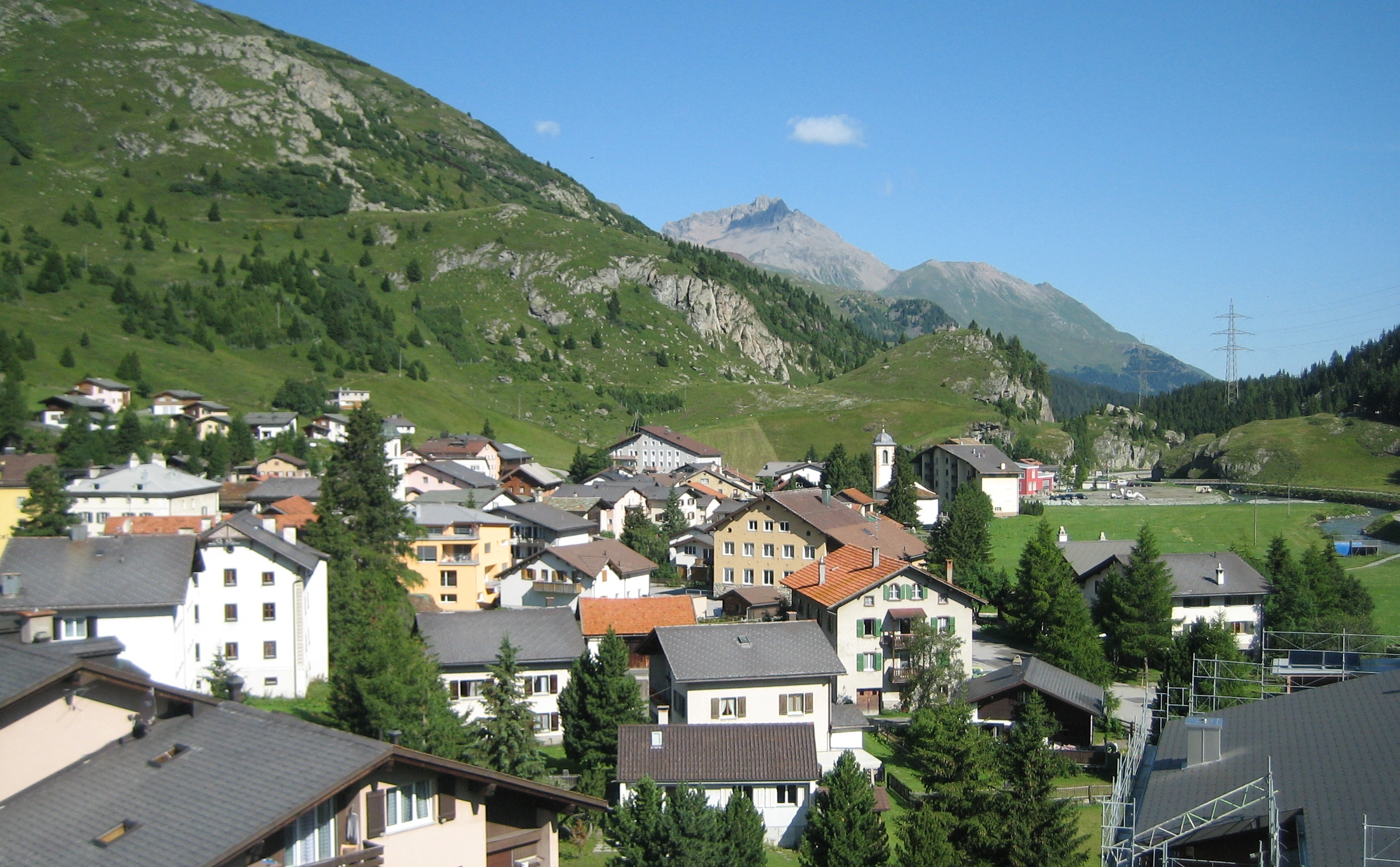
Bivio nach Norden

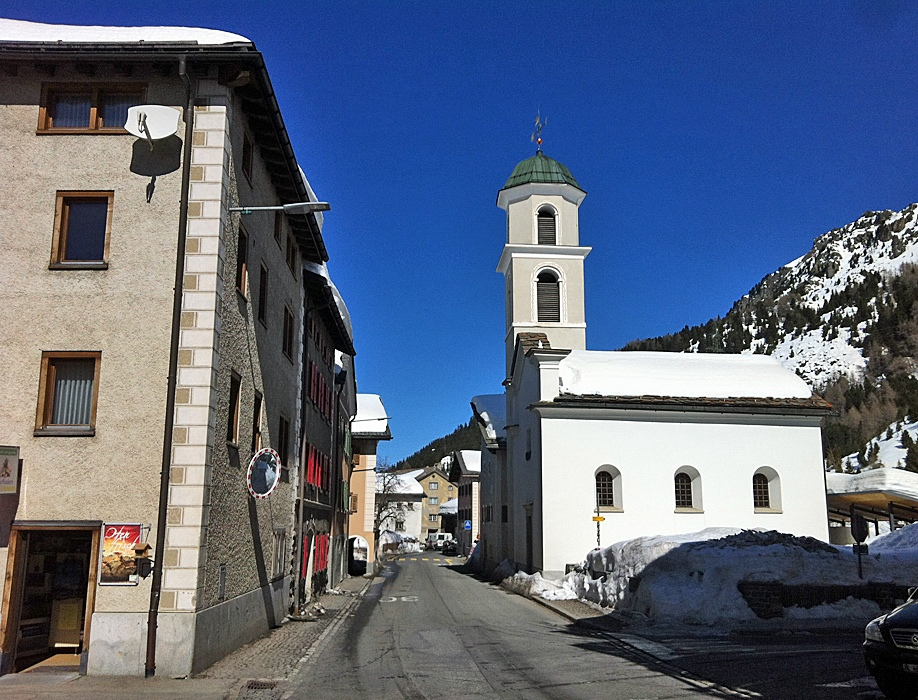
Dorfzentrum mit reformierter Kirche

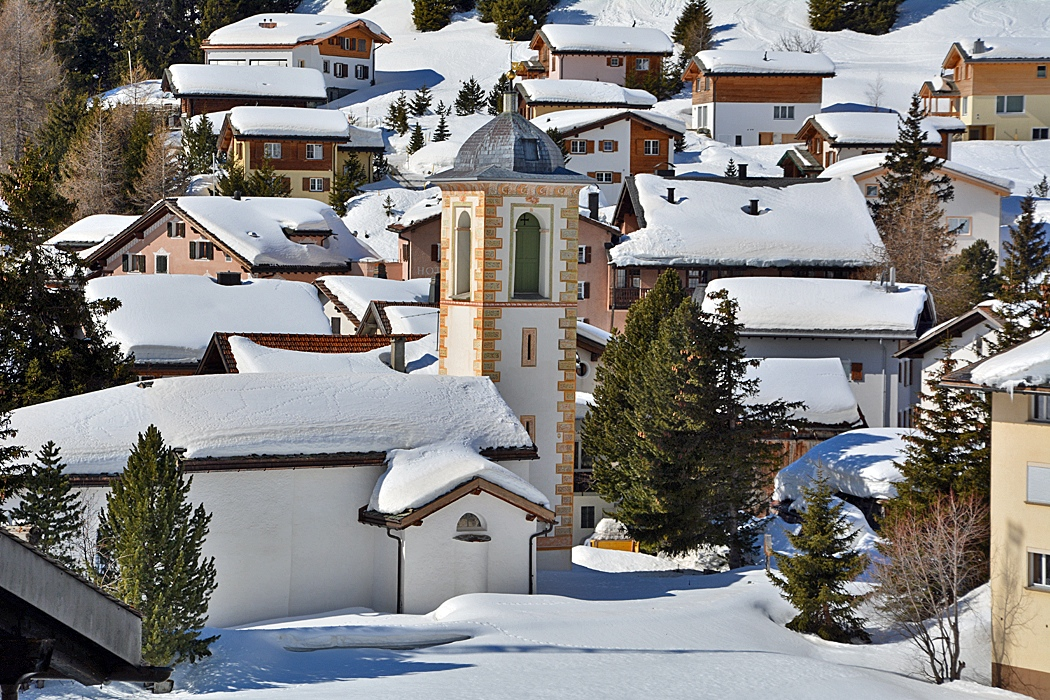
Dorf Bivio

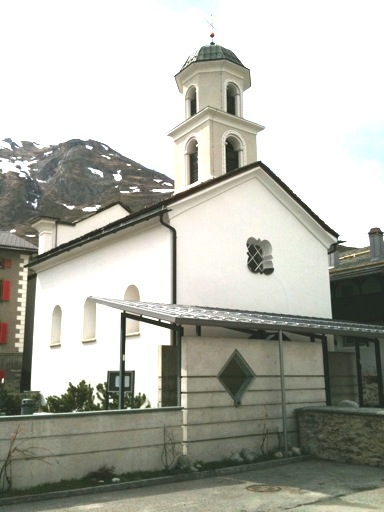
Reformierte Kirche

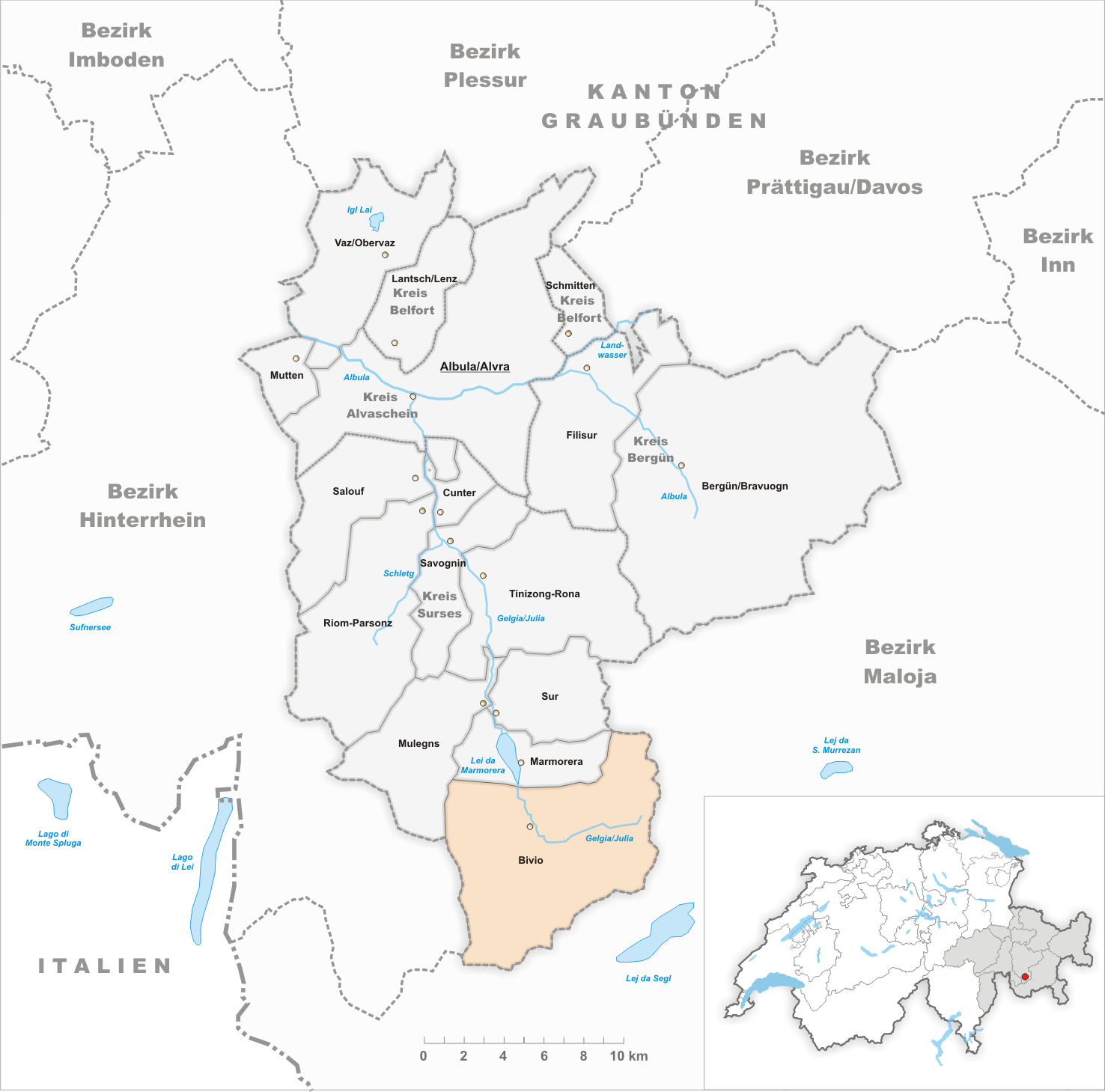
Gemeindestand vor der Fusion am 1. Januar 2016

Bivio ist das oberste Dorf der Talschaft Surses (dt. Oberhalbstein). Das ehemalige Gemeindegebiet umfasst das gesamte Einzugsgebiet des Flusses Julia oberhalb des Marmorera-Stausees und greift am Septimerpass noch gut einen Kilometer nach Süden über die Wasserscheide aus. Dort verläuft die ehemalige Gemeindegrenze – und gleichzeitig Bezirksgrenze – am Säscel battü, einer Engstelle des mittelalterlichen Passweges.
In das als Val d'Agnel nordwestlich des Julierpasses beginnende Haupttal münden von links die Seitentäler Val Grevasalvas, Val d’Emmat, das zum Septimer führende Val Tgavretga, Valletta da Beiva und Val Gronda. Der steilere rechte Talhang ist wenig gegliedert.
Die das Territorium nach Westen begrenzende Bergkette erreicht durchwegs – auch in den drei Einsattelungen Stallerberg, Fuorcla da la Valletta und Forcellina – Höhen von über 2500 m ü. M.; sie kulminiert im Piz Surparé (3078 m ü. M.) und ganz im Süden im Piz Turba (3018 m ü. M.). An der südöstlichen Grenze dominiert der Piz Lagrev (3165 m). Der Piz d’Agnel markiert nicht nur den nördlichsten, sondern mit 3205 m ü. M. auch den höchsten Punkt der Gemeinde. Nordöstlich des Dorfes liegt der Piz Neir (2910 m ü. M.).
Ausser dem Hauptort, der sich als Strassendorf auf einer Verebnung links der Julia erstreckt, gehören zur geografischen Ortschaft Bivio noch einige kleine Aussensiedlungen: Tgavretga, Stalveder mit Tges'Alva, Val Beiva und Mot. Extreme Waldarmut, durch verstärkte Rodungen seit dem Spätmittelalter verursacht, kennzeichnet das gesamte Gemeindegebiet. Der Ortskern selbst liegt aber vor Lawinen sicher am Fusse eines sanften Höhenrückens.
Das Klima in Bivio ist hochalpin wie im nahen Oberengadin. Die hochalpine Lage ermöglicht gute Gelegenheiten für den Wintersport und wird von den Besuchern viel benutzt als kurzzeitiger Rückzugsort für sommerliche Hitztage und Wanderferien im Juliergebiet.
Im Jahr 1997 wurden 48,8 % der Gemeindefläche landwirtschaftlich genutzt, der Wald nahm 2,2 % ein, die Siedlungen 0,4 %. Als unproduktiv galten 48,6 %.
Die ehemaligen Nachbargemeinden vor der Gemeindefusion von Surses 2016 waren Marmorera, Bever (Exklave), Silvaplana, Sils im Engadin/Segl, Bregaglia, Avers und Mulegns.

## Geschichte

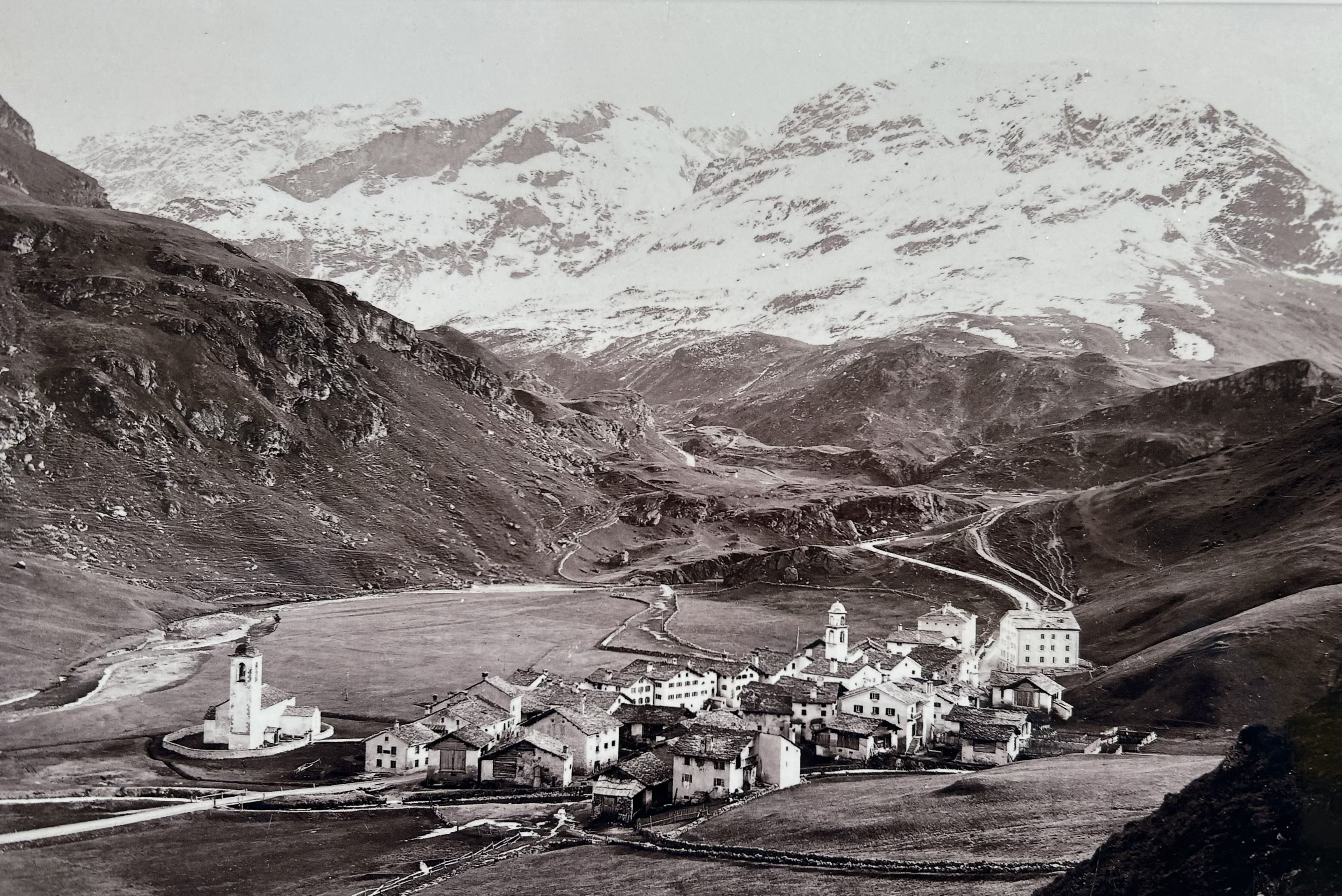
Bivio um 1920

Bivio mit Monte Disgrazia im Hintergrund, Luftbild von Werner Friedli (1949)

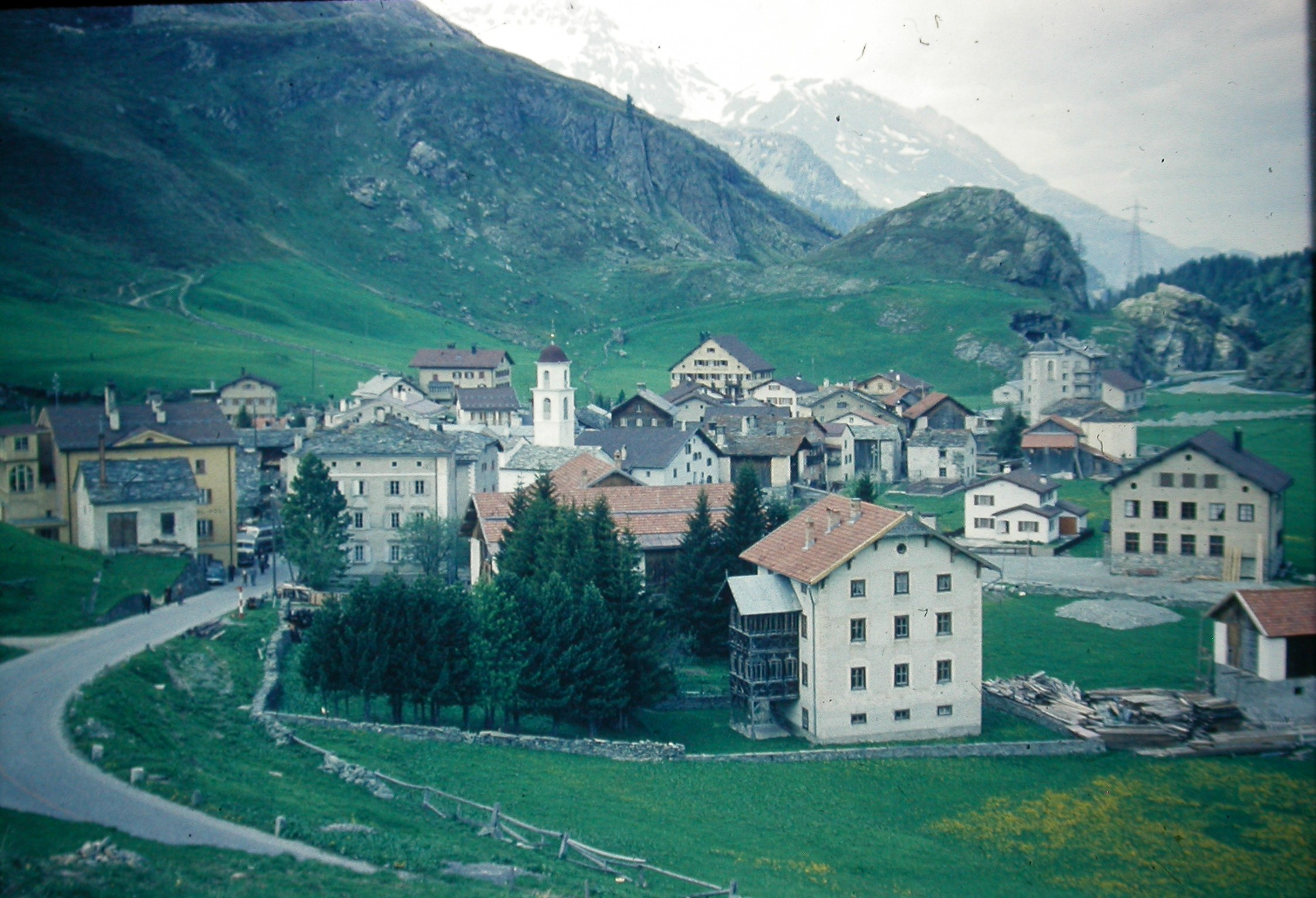
Bivio am Julierpass 1954

Der Ort findet sich erstmals in der ersten Hälfte des 9. Jahrhunderts als stabulum bivio bezeugt, was «Herberge an der Wegscheide» (von lateinisch hospitāle ‚Gasthaus, Herberge‘ und bivium ‚Gabelung, Wegscheide, Abzweigung‘) bedeutet und woraus sich die beiden später üblichen Namenvarianten Stalla und Bivio entwickelten. Die Geschichte der Siedlung war zu allen Zeiten aufs Engste mit dem Passverkehr über den Septimer und den Julier verknüpft. Diese beiden Pässe mit zeitweise europäischer Bedeutung verbinden Bivio mit dem Bergell und dem Engadin. Der als regionale Verbindung wichtige Stallerberg führt ins von Walsern besiedelte Avers. Der Ort liegt also im Schnittpunkt verschiedener Sprachen und Kulturen, wobei die wesentlichen Einflüsse von Süden kamen, vom Bergell her. Vorab im 13. Jahrhundert kam es zu einem Bevölkerungsdruck vom Bergel über den Septimerpass nach Bivio. Nach Untersuchungen von Dr. Martin Bundi erfolgte allerdings die Ansiedelung deutschsprachiger Leute (Walser) in Bivio und dem Oberhalbstein ab dem Spätmittelalter während des Ausbaus der Land- und Alpwirtschaft mehrheitlich im Avers. 
Die engen Verhältnisse zwischen Bivio und dem Bergell entstanden aber nicht nur durch den Passverkehr. Dokumente ab dem 15. Jahrhundert betreffen die Bestossung der Maiensässe und Alpen auf dem Gebiet von Bivio durch Bergeller Familien im Dienste der Herren von Salis-Soglio. Ab dem 16. Jahrhundert haben sich diese Familien nachweislich in den äusseren Fraktionen von Bivio ganzjährig niedergelassen; das Dorfzentrum blieb jedoch noch länger rein romanischsprachig.
Als Teil der Septimerroute war Bivio – Zentrum der Port Stalla, Umladeplatz und Pferdewechselstation – im Besitz des Bischofs von Chur und später Mitglied des Gotteshausbundes. Dort bildete es zusammen mit Marmorera und Avers ein eigenes Gericht. Mit den Bergeller Nachbarn trat ein Teil der Bevölkerung im 16. Jahrhundert zum protestantischen Glauben über. Seither sind in der Gemeinde beide Konfessionen etwa gleich stark vertreten, womit Bivio im sonst ganz katholischen Oberhalbstein eine Ausnahme bildet.
Wie das gesamte Oberhalbstein erlebte das Dorf nach dem Verlust des Transitverkehrs Ende des 19. Jahrhunderts eine Rezession. Nachdem 1959 der erste von mittlerweile drei Skiliften gebaut wurde, setzte eine gewisse touristische Entwicklung ein. In den 1980er-Jahren wurde das Gebiet Plaz rechts der Julia überbaut.
Am 1. Januar 2016 fusionierte die zuvor selbständige politische Gemeinde Bivio mit den Gemeinden Cunter, Marmorera, Mulegns, Riom-Parsonz, Salouf, Savognin, Sur und Tinizong-Rona zur neuen Gemeinde Surses.

## Wappen
| Wappen von Bivio | Blasonierung: «In Silber ein aufrechter schwarzer, rot bewehrter Steinbock, begleitet von zwei gestürzten schwarzen Hufeisen» |
| Wappen von Bivio | Der Steinbock als das überlieferte Wappenbild der Gemeinde wird durch die beiden Hufeisen ergänzt, die für die historische Bedeutung von Julier- und Septimerpass stehen, sie differenzieren das Wappen zugleich von demjenigen des Gotteshausbundes. |

## Bevölkerung
| Bevölkerungsentwicklung | Bevölkerungsentwicklung | Bevölkerungsentwicklung | Bevölkerungsentwicklung | Bevölkerungsentwicklung | Bevölkerungsentwicklung | Bevölkerungsentwicklung | Bevölkerungsentwicklung | Bevölkerungsentwicklung | Bevölkerungsentwicklung | Bevölkerungsentwicklung | Bevölkerungsentwicklung |
| ----------------------- | ----------------------- | ----------------------- | ----------------------- | ----------------------- | ----------------------- | ----------------------- | ----------------------- | ----------------------- | ----------------------- | ----------------------- | ----------------------- |
| Jahr                    | 1808                    | 1850                    | 1900                    | 1920                    | 1950                    | 1980                    | 1990                    | 2000                    | 2005                    | 2014                    |                         |
| Einwohner               | 182                     | 211                     | 141                     | 121                     | 224                     | 238                     | 223                     | 204                     | 220                     | 189                     |                         |

### Sprachen
Bivio war ursprünglich ein romanischsprachiges Dorf. Infolge der Niederlassung von Bergellern war es vom 16. bis ins frühe 20. Jahrhundert ein zweisprachiges Dorf, in dem Bündnerromanisch und italienisch gesprochen wurde. Um 1900 gaben 88 Personen Romanisch, 52 Italienisch und 1 Deutsch als Muttersprache an. Seither kam Deutsch als dritte Sprache dazu.
Die italienische Ortsmundart entspricht weitgehend dem Bergeller Dialekt («Bargajot»; seinerseits ein Unterdialekt des Lombardischen), weist aber lokale Besonderheiten auf. In seiner Dissertation aus dem Jahre 1900 untersuchte Johann Paul Candrian die Eigenheiten des örtlichen Idioms Surmiran anhand der Hexenprotokolle um 1650, als die Gegenreformation durch Kapuziner aus der Lombardei angeführt wurde. Ihre Tätigkeit hatte in der Surmeir erheblichen linguistischen Einfluss. Das heute nur noch von wenigen Bewohnern gesprochene Bivio-Romanisch steht zwischen den Idiomen Surmiran und Putér. Der Romanist Andres Kristol zählte 1984 sieben am Ort gesprochene Sprachen und Dialekte: Schriftdeutsch und Bündnerdeutsch, Italienisch und Bargajot sowie die romanischen Varietäten Surmiran, Putér und Bivio-Romanisch. Bivio galt zu diesem Zeitpunkt als die «meistsprachige» Ortschaft der Schweiz.
Offiziell war Italienisch in der bis Ende 2015 selbständigen Gemeinde die einzige Behördensprache, obschon ab diesem Zeitpunkt eine Bevölkerungsmehrheit Deutsch als Hauptsprache angab. In der Gemeindeversammlung wurde etwa aus Rücksicht auf die Deutschsprachigen Deutsch gesprochen, das Protokoll aber nach wie vor auf Italienisch verfasst. Die Primarschule führte man zweisprachig deutsch und italienisch. Damit war Bivio neben Livigno die einzige offizielle italienischsprachige Gemeinde nördlich des Alpenhauptkamms. Der Tourismus und der Bevölkerungsrückgang sowie die Ansiedlung von Zweitwohnungsbesitzern verändert aber kontinuierlich die linguistische Situation ähnlich wie in anderen Bündner Berggemeinden.
Die sprachliche Entwicklung der letzten Jahrzehnte zeigt folgende Tabelle:
| Sprachen in Bivio |                   |                   |                   |                   |                   |                   |                   |                   |
| Sprachen          | Volkszählung 1980 | Volkszählung 1980 | Volkszählung 1990 | Volkszählung 1990 | Volkszählung 2000 | Volkszählung 2000 | Volkszählung 2014 | Volkszählung 2014 |
| Sprachen          | Anzahl            | Anteil            | Anzahl            | Anteil            | Anzahl            | Anteil            | Anzahl            | Anteil            |
| Italienisch       | 100               | 42,02 %           | 76                | 34,08 %           | 60                | 29,41 %           |                   | 25,5 %            |
| Bündnerromanisch  | 44                | 18,49 %           | 20                | 8,97 %            | 25                | 12,25 %           |                   | 3,8 %             |
| Deutsch           | 88                | 36,97 %           | 120               | 53,81 %           | 113               | 55,39 %           |                   | 57,3 %            |
| Einwohner         | 238               | 100 %             | 223               | 100 %             | 204               | 100 %             | 189               | 100 %             |

### Herkunft und Nationalität
Von den Ende 2005 220 Bewohnern waren 187 (= 85,00 %) Schweizer Staatsangehörige.

## Wirtschaft
Die meisten Arbeitsplätze bieten Landwirtschaft, Kleingewerbe und Handwerk sowie der Dienstleistungssektor.

## Sehenswürdigkeiten

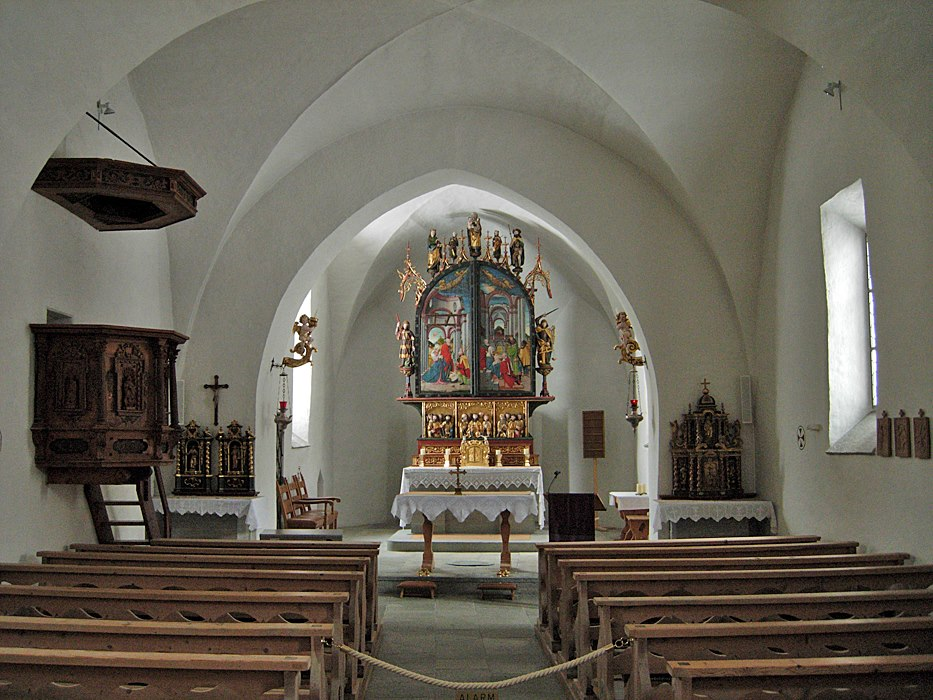
Inneres der Pfarrkirche mit spätgotischem Flügelaltar

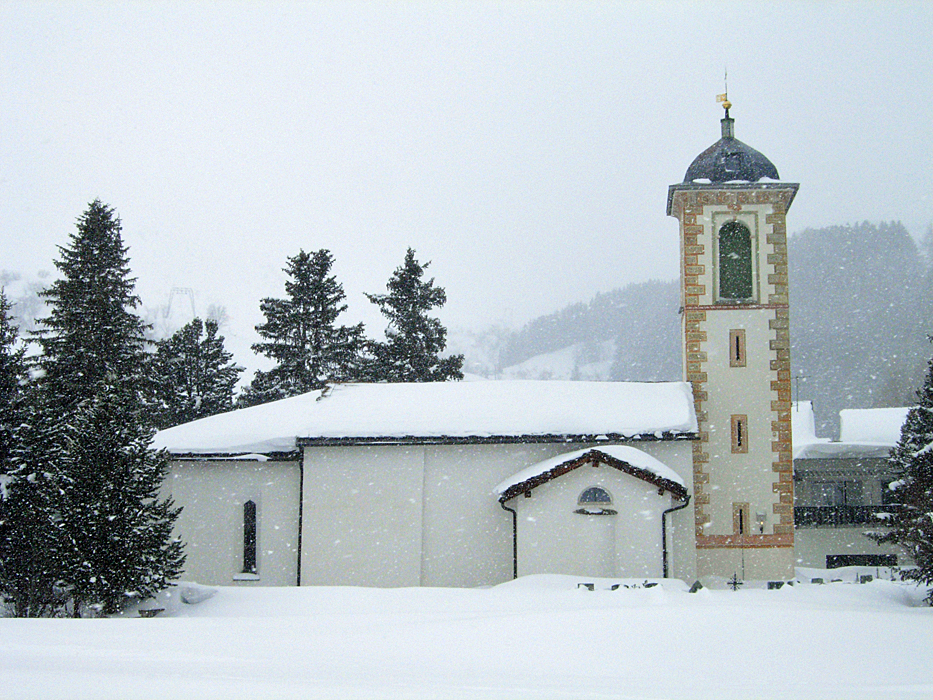
Katholische Pfarrkirche Son Giagl

- Historische Passwege über Julier mit Radspuren aus römischer Zeit und Septimer.
- Reformierte Kirche Bivio, ein schlichter Bau des 17. Jahrhunderts mit bewegter Baugeschichte
- Katholische Pfarrkirche Son Giagl, neu geweiht 1518. Aus jener Zeit stammt auch der spätgotische Flügelaltar aus der Werkstatt von Ivo Strigel in Memmingen.[7]

## Persönlichkeiten
- Romedi Arquint (* 1943), Schweizer Theologe, Pfarrer, Lehrer und Politiker.
- Mauro Jöhri (* 1947), Generalminister des Kapuzinerordens in Rom

## Galerie

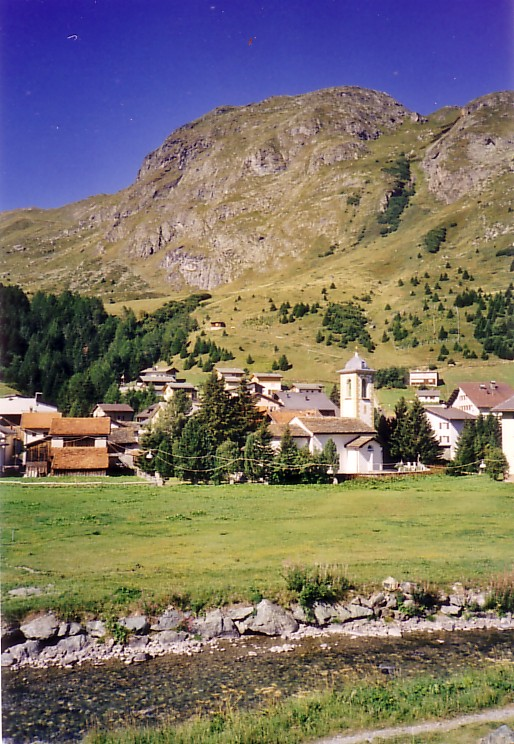
Bivio
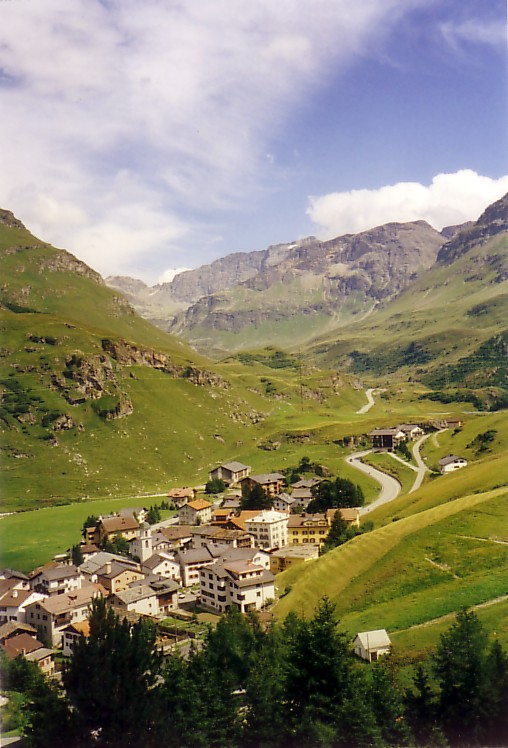
Bivio und der Julierpass
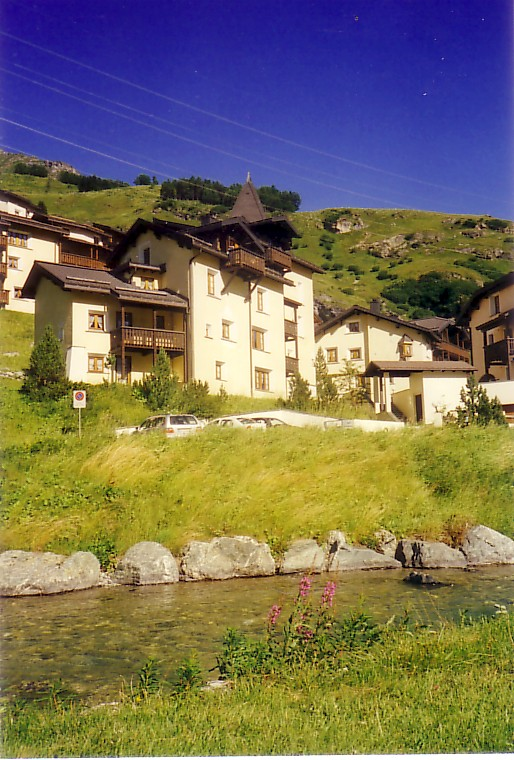
Bivio Plaz
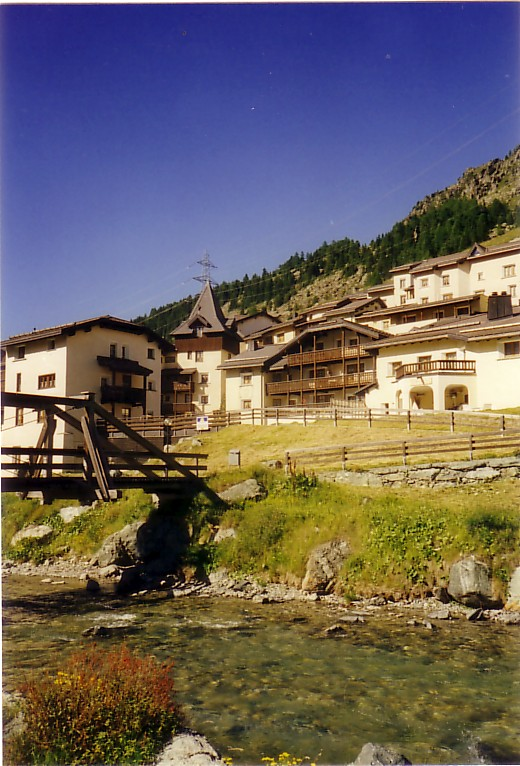
Plaz und die Julia